# Palia aureocauda
Palia aureocauda är en tvåvingeart som beskrevs av Charles Howard Curran 1927. Palia aureocauda ingår i släktet Palia och familjen parasitflugor. Inga underarter finns listade i Catalogue of Life.